# Michele D'Alessandro
Michele D'Alessandro (Castellammare di Stabia, 24 maggio 1945 – Napoli, 16 febbraio 1999) è stato un mafioso italiano, appartenente alla camorra, boss del clan D'Alessandro.

## Biografia
Originario di Castellammare di Stabia. Nel 1964, già comparve su un fascicolo giudiziario come un piccolo malavitoso. Nel 1966 uccise Pasquale La Mura, per difendere il padre. Scarcerato, si affilia alla Camorra e, in un primo momento, si allea al boss Ciro Maresca, fratello di Pupetta.  Già negli '80, durante la guerra tra la Nuova Famiglia e la NCO di Cutolo, fonda suo clan, divenendo uno dei fondatori e capi della Nuova Famiglia e contribuendo alla genesi dell'alleanza Nuvoletta-Gionta-D'Alessandro.
Con Cutolo fuori dalle scene criminali, l'alleanza Nuvoletta-Gionta-D'Alessandro entra in attrito con gli Alfieri-Bardellino. Nel maggio 1984, Leopoldo del Gaudio, boss di Ponte Persica alleato di Alfieri-Bardellino-Cesarano, che controllava il mercato dei fiori, morì in agguato a Torre Annunziata dai sicari inviati dai D'Alessandro e dai Gionta. Gli Alfieri-Bardellino risponderanno, poi, con l'assalto alla tenuta dei Nuvoletta, sita in Poggio Vallesana, e la strage di Torre Annunziata.
Detenuto il 23 marzo 1984, lascia il carcere il 29 luglio 1988, dopo oltre 4 anni incarcerato. Dopo la scarcerazione, D'Alessandro scopre un ammanco ai danni delle casse del clan e ne attribuisce la responsabilità a Umberto Mario Imparato, frattanto divenuto un elemento di rilievo, all'interno della gerarchia della cosca di Scanzano. Imparato, per sfuggire alla sentenza di morte emessa dai D'Alessandro nei suoi riguardi, trova rifugio sui Monti Lattari, rompendo l'alleanza con i D'Alessandro e ingaggiando, con quest'ultimi, una sanguionosa faida che macchierà Castellammare e comuni limitrofi. La guerra avviene tra il 1989 e il 1993: tra gli episodi, il più famoso avvenne il 21 aprile 1989, quando i sicari degli Imparato, nei pressi dell'Hotel Congressi, spararono contro D'Alessandro e i suoi uomini, massacrandone 4, tra cui Domenico D'Alessandro, fratello di Don Michele. Quest'ultimo, invece, sopravvisse all'eccidio. La guerra che lasciò 70 ammazzati (compreso il duplice omicidio dell'innocente spazzino Antonio Longobardi e il figlio 8enne Paolo nel settembre 1990) tra Stabia e i monti Lattari finisce il 15 marzo 1993, quando la polizia scova Umberto Mario Imparato, arroccatosi sui Monti Lattari, e lo uccide in una sparatoria.
Datosi alla latitanza, per essere arrestato il 10 marzo 1994 in un covo sito a Secondigliano, fornitogli dall'amico e alleato Paolo Di Lauro. 

### Morte
Morì il 16 febbraio 1999, mentre si trovava detenuto nel carcere di Secondigliano, a causa di un infarto.